# Diecezja Baie-Comeau
Diecezja Baie-Comeau (łac. Diœcesis Sinus Comoënsis) – diecezja rzymskokatolicka w Kanadzie, z siedzibą w Baie-Comeau. Powstała w 1882 jako prefektura apostolska Zatoki św. Wawrzyńca. W 1905 podniesiona do rangi wikariatu. Diecezja od 1945. Obecną nazwę nosi od 1986.

## Główne świątynie
- Katedra: Katedra św. Jana Eudesa w Baie-Comeau

## Biskupi diecezjalni
- François-Xavier Bossé (1882 − 1892)
- Michel-Thomas Labrecque (1892 − 1903)
- Gustave Maria Blanche (1903 − 1916)
- Patrice Alexandre Chiasson CIM (1917 − 1920)
- Julien-Marie Leventoux CIM (1922 − 1938)
- Napoléon-Alexandre Labrie CIM (1938 − 1956)
- Gérard Couturier (1956 − 1974)
- Jean-Guy Couture (1975 − 1979)
- Roger Ébacher (1979 − 1988)
- Maurice Couture (1988 − 1990)
- Joseph Morissette (1990 − 2008)
- Jean-Pierre Blais (2008 – 2025)
- Pierre Charland OFM (nominat)